# Antennatus sanguineus
Poisson-grenouille saignant
Espèce
Synonymes
- Antennarius sanguineus Gill 1863 (préféré par UICN)

Statut de conservation UICN

 LC  : Préoccupation mineure
Antennatus sanguineus, ou communément nommé poisson-grenouille saignant, est une espèce de poisson marin de la famille des Antennaires ou poissons-grenouilles.

## Description
Antennatus sanguineus est un poisson de petite taille pouvant atteindre 8,2 cm de long. Comme tous les membres de cette famille, il possède un corps globuleux, extensible, à la peau flasque couverte de petites épines. Sa bouche de grande dimension est prognathe et lui permet d'engloutir des proies aussi grosses que lui. 
Les teintes dominantes du corps varient du jaune au rouge en passant par le jaune-brun, la partie ventrale est dotée de points sombres. Une tache sombre peut être présente un peu en amont du pédoncule caudal.
La première épine dorsale, dite illicium, est modifiée et sert de « canne à pêche ». Elle est munie à son extrémité d'un leurre caractéristique dont la forme est censée se rapprocher d'un petit poisson de teinte sombre avec de longs filaments.
Les nageoires pectorales sont coudées et aident avec les nageoires pelviennes à la locomotion sur le fond ainsi qu'au maintien stable pour la position d'affût.

## Distribution
Antennatus sanguineus est présent dans les eaux tropicales et subtropicales de la partie orientale de l'océan Pacifique,soit du golfe de Californie au Chili, incluant les Revillagigedo, Clipperton, les îles Cocos, Malpelo et les îles Galápagos.

## Habitat
Antennatus sanguineus fréquente les tombants rocheux  avec un abri à proximité directe comme une faille ou une petite cavité et ce jusqu'à 40 m de profondeur mais avec une profondeur moyenne d'occurrence à 20 m environ.

## Alimentation
Comme tous les Antennaire, Antennatus sanguineus est un carnivore vorace qui gobe toutes les proies qui passent à sa portée, principalement des poissons et même des congénères. Ses proies peuvent avoir des tailles proches de la sienne.

## Comportement
Cet Antennaire a, comme beaucoup de ses semblables, un mode de vie benthique et solitaire. Ils se rassemblent en période d'accouplement mais ne se tolèrent plus à la suite de l'acte. Le mâle peut tuer ou manger la femelle si elle demeure à sa proximité. 